# غوطیا کارچونی
غوطیا کارچونی (انگلیسی: Ghoutia Karchouni؛ زادهٔ ۲۹ مهٔ ۱۹۹۵) بازیکن فوتبال اهل فرانسه است.
از باشگاه‌هایی که در آن بازی کرده‌است می‌توان به باشگاه فوتبال زنان المپیک لیون و باشگاه فوتبال زنان پاری سن ژرمن اشاره کرد.
وی همچنین در تیم‌های ملی فوتبال France women's national under-17 football team و France women's national under-19 football team بازی کرده‌است.